# Hansenochrus yolandae
Hansenochrus yolandae är en spindeldjursart som beskrevs av Paul Reddell och James Cokendolpher 1995. Hansenochrus yolandae ingår i släktet Hansenochrus och familjen Hubbardiidae. Inga underarter finns listade i Catalogue of Life.